# ダウンタウンの裏番組をブッ飛ばせ!!
『ダウンタウンの裏番組をブッ飛ばせ!!』（ダウンタウンのうらばんぐみをブッとばせ!!）は、1993年から1996年まで日本テレビ系列局で特別番組として放送されていた日本テレビ製作の生放送バラエティ番組である。

## 概要
第1回は、1993年12月31日に行われた日本テレビ開局40周年記念特別番組の最終枠である『スーパー電波バザール 年越しジャンボ同窓会』にて生放送。この企画を通年化したのが本シリーズで、1994年10月4日放送の第2回以外はすべて大晦日に生放送された。また、第3回まではダウンタウンの冠番組となっていたが、第4回以降はタイトルにダウンタウンの名を冠していない。

### 第3回までの内容
第3回までは、日本テレビが1970年3月まで放送していた『コント55号の裏番組をぶっとばせ!』のリメイク番組となっていた。オリジナル以上に野球拳企画を重視した構成で、ナインティナインがアポなしで東京都内の団地へ行って一般女性と野球拳をしたり、幕張メッセに一般女性1,000人を招いて野球拳をさせ、優勝者に100万円を贈呈したりと、最初から最後まで野球拳づくしであった。1994年大晦日の第3回には、前半部分に1回負けた方にルーレットで出た項目を指示され、5回勝負を1セットとし、5回のうち3回勝った方が勝ち（初回はどちらかのチームが3セット取ると項目内容が際どくなった）。最後半部分を通常の野球拳を行う形になっている。なお、ダウンタウンは番組の進行のみに携わり、野球拳には参加しなかった。
オリジナルでは女性も公開放送で脱いでいたが、本番組では「お着替えボックス」が用意され、それを使って着替えることも可能としていた。しかし、番組は時間が経つにつれて過激になり、幕張会場にいる一般女性が乳房丸出しになる、スタジオの女性タレントも乳房を曝け出す、岡本夏生も全裸になるなどのハプニングが起きた。ゴールデンタイムの放送であった事やあまりの過激さに視聴者からの抗議の声が番組スポンサーの資生堂に寄せられ、同社は1995年放送分の提供を断った。
1994年当時の日本テレビとフジテレビは年末まで年間視聴率争いをしており、日本テレビは本番組で視聴率三冠王となった。

### 第4回の内容
1995年12月31日放送の第4回『裏番組をブッ飛ばせ!!'95大晦日スペシャル』では腕相撲企画も導入。番組前半で腕相撲を行い、後半で野球拳を行った。野球拳のルールは前回までと同じであったが、ただルーレット野球拳の項目内容は変わらなかった。
また、この年には浜田雅功が裏番組の『第46回NHK紅白歌合戦』に H Jungle With t として出場し、松本人志も同番組に応援ゲストとして出演したため、この回の司会はダウンタウン以外のお笑い芸人たちと福澤朗（当時日本テレビアナウンサー）が務めた。腕相撲企画の進行は笑福亭鶴瓶とウッチャンナンチャンが、野球拳企画の進行はヒロミ、福澤、今田耕司、東野幸治が担当した（今田と東野は19:00～21:00までフジテレビの生番組に出演した為、途中参加）。

### 第5回の内容
1996年12月31日放送の第5回『紅白なんてブッ飛ばせそんなアナタもお祭りちゃん'96大晦日スペシャル』では内容を大幅に変更。メイン企画は野球拳からあっち向いてホイに変更され、やり方もオリジナルソング「あっち向いてホイ音頭」に乗って踊りながら行うというものであった。幕張メッセでは、一般女性1,000人による運動会を開催した。
総合司会はウッチャンナンチャンが、進行は福澤と大神いずみ（当時日本テレビアナウンサー）が担当。また、前年から引き続き笑福亭鶴瓶が出演したほか、チアガールに扮した明石家さんまらによるチーム「ピーチーズ」も応援役で登場した。運動会企画の進行はナインティナインと藤井恒久（日本テレビアナウンサー）が、水泳大会は志生野温夫（元日本テレビアナウンサー）がそれぞれ担当した。
1993年から続いたブッ飛ばせシリーズはこの回をもって終了し、翌1997年には『嗚呼!バラ色の珍生!!』と『進め!電波少年』の大晦日特番に変更された。

## 放送リスト
| 回 | タイトル                                                            | 放送日時                             | 視聴率                    | 備考                                                               |
| -- | ------------------------------------------------------------------- | ------------------------------------ | ------------------------- | ------------------------------------------------------------------ |
| 1  | ダウンタウンの裏番組をブッ飛ばせ!!                                  | 1993年12月31日（金曜） 放送時間不明  | 9.8%                      | 『スーパー電波バザール 年越しジャンボ同窓会』の1コーナーとして放送 |
| 2  | ダウンタウンの裏番組をブッ飛ばせ!!'94                               | 1994年10月4日（火曜） 19:00 - 21:24  | 不明                      | 特番枠で放送                                                       |
| 3  | ダウンタウンの裏番組をブッ飛ばせ!!'94大晦日スペシャル               | 1994年12月31日（土曜） 18:30 - 23:45 | 15.3%                     | 『2年越し!超超興奮!仰天"生"テレビ!!』の1コーナーとして放送         |
| 4  | 裏番組をブッ飛ばせ!!'95大晦日スペシャル                             | 1995年12月31日（日曜） 18:30 - 23:45 | 第1部：13.2% 第2部：11.8% |                                                                    |
| 5  | 紅白なんてブッ飛ばせそんなアナタもお祭りちゃん'96大晦日スペシャル!! | 1996年12月31日（火曜） 18:30 - 23:45 | 6.6%                      |                                                                    |

## エピソード
1994年12月31日(大晦日)放送の明石家サンタの史上最大のクリスマスプレゼントショーで一般男性が、「彼女が裏番組で裸踊りをしていた」と話して司会の明石家さんまから「合格」の鐘を鳴らされた。